# Angezhuang
Angezhuang (kinesiska: 安各庄镇, 安各庄) är en köping i Kina. Den ligger i provinsen Hebei, i den norra delen av landet, omkring 180 kilometer öster om huvudstaden Peking. Antalet invånare är 25 457. Befolkningen består av 12 473 kvinnor och 12 984 män. Barn under 15 år utgör 14,0 %, vuxna 15-64 år 72 %, och äldre över 65 år 12,0 %.
Genomsnittlig årsnederbörd är 725 millimeter. Den regnigaste månaden är juli, med i genomsnitt 188 mm nederbörd, och den torraste är januari, med 3 mm nederbörd.